# Tour de Terre
Tour de Terre est une émission de télévision pour enfants québécoise diffusée du 4 janvier 1964 à 1971, puis rediffusée jusqu'au 1er septembre 1973, tous les samedis à 11 h 30 à la Télévision de Radio-Canada.

## Synopsis
Par divers sujets, les animateurs Lise Lasalle et Jean Besré invitaient les enfants à découvrir avec eux les réalités que l'on retrouve au tour de la Terre, mais aussi sur les autres planètes, sous toutes les latitudes de la connaissance, de l'infiniment grand à l'infiniment petit,. François Tassé a également animé cette émission en remplacement de Jean Besré.
Tour de terre remplaçait une autre émission intitulé Am-stram-gram qui était également animée par Lise Lasalle et Jean Besré. Le télé-horaire La Semaine à Radio-Canada mentionne également le nom de Yvan Landy parmi les artisans de Tour de Terre.
Pendant la saison 1968-1969, l'émission est diffusée les vendredis à 17 h 30.

## Fiche technique
- Scénarisation : Réjane Charpentier
- Réalisation : Gilles Sénécal
- Société de production : Société Radio-Canada

## Distribution
- Lise LaSalle : animatrice
- Jean Besré : animateur

## Sources
- La Semaine à Radio-Canada et Ici Radio-Canada - Horaire des chaînes françaises de radio et télévision de Radio-Canada, publication hebdomadaire, 1952-1985.
- Émissions.ca
- Le site de Radio-Canada - Le Week-end de nos 50 ans